# Río Elster Negro
El Elster Negro (en alemán: Schwarze Elster; pronunciación: [ˈʃvaʁt͡sə ˈɛlstɐ]ⓘ) es un río de Alemania, uno de los principales afluentes del Elba. Tiene una longitud de 179 km y drena una cuenca de 5541,4 km².
El río nace en el Lausitzer Bergland (Oberlausitz) a casi 1,5 km al sur de Elstra y recorre los estados federados de Sajonia, Brandeburgo y Sajonia-Anhalt.